# Troizina
Troizina (Nieuwgrieks: Τροιζήνα; Oudgrieks: Τροιζήν/Troizen; Latijn: Troezen; in het Nederlands ook wel Trizina of Trezen) is een deelgemeente (dimotiki enotita) van de gemeente (dimos) Troizinia, in de Griekse bestuurlijke regio (periferia) Attica. De plaats telt 6.507 inwoners.

## Mythologie
Volgens de Griekse mythologie was Troizina de plaats waar de koningsdochter Aethra in één nacht sliep met de Attische koning Aegeus en Poseidon. Zij werd zwanger van de held Theseus, en Aegeus veronderstelde dat hij wel de vader van het kind zou zijn. Omdat zijn troon in Athene bedreigd werd, besloot Aegeus Aethra bij haar vader achter te laten en zelf naar Athene terug te keren. Alvorens te vertrekken verstopte hij zijn sandalen en een zwaard onder een zwaar rotsblok, en liet Aethra beloven dat zij hun zoon hier in veiligheid ver van Athene zou grootbrengen. Als het kind sterk genoeg zou zijn om het rotsblok op te tillen, moest hij de achtergelaten voorwerpen naar zijn vader in Athene brengen en daarmee zijn identiteit bewijzen. Zestien jaar later zou de jonge Theseus inderdaad doen wat zijn vader van hem verwachtte.
Troizina is ook de plek waar Euripides zijn tragedie Hippolytos situeert. Deze tragedie vertelt het verhaal van Theseus’ zoon Hippolytos, die voorwerp en slachtoffer werd van de ziekelijke verliefdheid van zijn stiefmoeder Phaedra, Theseus’ tweede vrouw. Uit respect voor zijn vader vluchtte Hippolytos voor de avances van zijn stiefmoeder, maar op zijn vlucht verongelukte hij. Andere drama’s over hetzelfde onderwerp, geschreven door Seneca en Jean Racine, spelen zich eveneens af in Troizina.
De oude stad bezat ook een bron, waarvan verteld werd dat ze ontsprong op de plek waar het gevleugelde paard Pegasus de grond raakte.

## Troizina in de geschiedenis
In de oude Dorische polis ontstond een cultus rond de figuur van Hippolytos. Aan hem offerden jonge meisjes uit Troizen traditioneel een haarlok vóór hun huwelijk. Het heiligdom ontstond aan het einde van de 4e eeuw v.Chr., en werd rond 250 v.Chr. verwoest door en uitbarsting van de vulkaan van Methana.
De politieke band tussen Troizen en Athene is inderdaad héél oud. Vóór de Slag bij Salamis gaf de Atheense leider Themistocles het bevel de vrouwen en kinderen van de stad om veiligheidsredenen te evacueren naar Troizen. In 1959 werd in Troizina een stele teruggevonden met de tekst van het evacuatiedecreet. Intussen is gebleken dat het om een 200 jaar jongere kopie van de originele inscriptie gaat, mogelijk ter nagedachtenis van de slag. Door de vijandschap met Argos koos de stad later voor de Spartanen, die haar in 275 en 224 v.Chr. bezetten.
In de 9e eeuw veranderde de naam van Troizina in "Damalá", en werd het een bisschopszetel. Uit die periode dateert de Episkopí-kerk. In 1325 kwam het in handen van het Genuese geslacht Zaccharia, en na 1363 onder het despotaat Morea. In het moderne dorp Trizína werd in 1827 de derde zitting van de Griekse Nationale Vergadering gehouden, die graaf Capodistrias aanduidde tot voorlopig staatshoofd van het Onafhankelijke Griekenland.

### Toerisme
Nabij het moderne dorp liggen de resten van het antieke Troizina. Overblijfselen uit vele tijdperken liggen verspreid over het terrein. Bij een tweesprong bevindt zich de zogenaamde steen van Theseus. Rechts kan men naar het archeologisch terrein zelf gaan en links via een deels hellenistische toren naar de Duivelskloof. De Duivelskloof is een zeer enge en steile kloof waar men eerst een klein Oud-Grieks bruggetje moet oversteken alvorens met stevig schoeisel te kunnen klimmen of afdalen. Het water in de kloof is steeds fris, zelfs in de zomer. Op het archeologische terrein bevinden zich de funderingen van het heiligdom voor Hippolytos en een Griekse villa en een beetje verder de ruïnes van het bisschoppelijk paleis. 